# Leucanopsis luridioides
Leucanopsis luridioides är en fjärilsart som beskrevs av Rothschild 1917. Leucanopsis luridioides ingår i släktet Leucanopsis och familjen björnspinnare. Inga underarter finns listade i Catalogue of Life.